# Messing
Messing är en by i civil parish Messing-cum-Inworth, i distriktet Colchester i grevskapet Essex i England. Messing var en civil parish fram till 1949 när blev den en del av Birch. Civil parish hade 929 invånare år 1931. Byn nämndes i Domedagsboken (Domesday Book) år 1086, och kallades då Metcinges.